# Рочев, Олег Александрович
Олег Александрович Рочев (род. 25 июля 1979) — российский самбист и дзюдоист, чемпион и призёр чемпионатов России и мира по самбо, чемпион Европы по дзюдо среди полицейских и военнослужащих, обладатель Кубка мира по самбо, Заслуженный мастер спорта России. Выпускник Чайковского государственного института физической культуры (кафедра теории и методики единоборств). Почётный гражданин города Краснокамска.

## Спортивные результаты
- Чемпионат России по самбо 2002 года — ;
- Чемпионат России по самбо 2004 года — ;
- Чемпионат России по самбо 2007 года — ;